# Cueva del Moro
A Caverna do Mouro (em castelhano: Cueva del Moro; Tarifa, Cádis, Espanha) pertence ao conjunto de arte rupestre do extremo sul da península Ibérica, que se encontra ao sul da Andaluzia (Espanha) e representa o Santuário Paleolítico mais meridional do continente europeu. A caverna fica sobre uma rocha de arenito. Trata-se de um abrigo de grandes dimensões que consta de dois pavimentos superpostos e é formado pela erosão eólica e pela corrosão, característico para os arenitos silícicos das serras do Campo de Gibraltar.

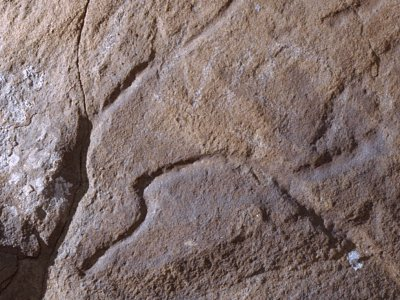
Gravado paleolítico da cabeça de um cavalo (Caverna do Moro, Tarifa).

A Caverna do Moro fica em uma paisagem de excepcional beleza, dentro do Parque Natural do Estreito. Desde o seu interior pode-se observar o estreito de Gibraltar e a África.
No seu interior encontram-se gravuras de cavalos, com outros signos e pinturas rupestres de cor vermelha. As figuras paleolíticas, descobertas por Lothar Bergmann em 1994, têm uma idade de cerca de 20 mil anos (Paleolítico Superior, Solutreano). Pelas suas características excepcionais, chama a atenção a gravura impressionante de uma égua prenhada. Trata-se da figura maior da caverna, com um comprimento de 1,08 m e uma altura de 78 cm.
A arte paleolítica da Caverna do Mouro, realizada por tribos de caçadores-coletores, destaca-se sobretudo por figuras de animais em estilo naturalista. A característica principal destas figuras é a representação da silhueta em vista lateral. A caverna tem também pinturas rupestres formadas por vários conjuntos de pontos. Um destes está composto por centenas de pontos e representa o conjunto maior da província de Cádis.
Também existe outra caverna situada a sudeste da Andaluzia, concretamente na comarca de Guadix (Granada), que se denomina "Caverna do Moro" pela sua forma exterior. Parte desta caverna derrubou-se como consequência dos temporais ocorridos na comarca durante os primeiros meses de 2010.

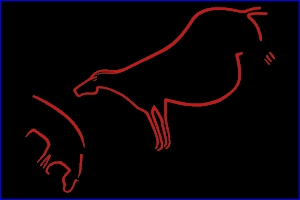
Gravados de cavalos (Calco) (Caverna do Mouro).